# Lilo Martin
Lilo Martin (* 31. Oktober 1908 in München; † 9. Februar 1986 in Meran) war eine deutsche Komponistin.

## Leben
Lilo Martin studierte an der Münchner Akademie der Tonkunst bei Joseph Pembaur (Klavier) und August Schmid-Lindner (1870–1959; Dirigieren). Danach war sie Kompositionsschülerin in der Meisterklasse von Hans Pfitzner.
1935 heiratete sie den Pianisten und Dirigenten Horand Roemer (1908–1940). In zweiter Ehe war sie ab 1943 mit dem Maler Robert du Parc (1889–1979) verheiratet, mit ihm lebte sie auf Schloss Rubein in Meran.

## Werke (Auswahl)
- Vier Phantasiestücke (op. 1; 1934) für Klavier
- Sonate a-moll (op. 2; 1935) für Klavier (August Schmid-Lindner gewidmet)
- Vier Lieder (op. 3; 1936) mit Begleitung eines kleinen Orchesters (Hans Pfitzner gewidmet). Texte: ?. UA 19?? Leipzig (Gewandhaus; Tiana Lemnitz [Sopran], Dirigent: Hermann Abendroth)
- Lieder an die Mutter (op. 4). Texte: Joseph von Eichendorff (u. a.?)

1. Es wandelt, was wir schauen (Eichendorff)